# Leonaert Bramer
Leonaert/Leonard Bramer (eller Nestelghat; 24. december 1596 – begravet 10. februar 1674) var en hollandsk kunstmaler, tegner og en af kun få freskomalere. Hans malestil var inspireret af Adam Elsheimer og Caravaggio. I Italien, hvor han opholdt sig i en længere periode, var han kendt som Leonardo della Notte (Nattens Leonardo) på grund af hans mange nattescener. Bramer er en af de mere interessante personligheder i den hollandske guldalder. Han var en talentfuld og flittig tegner, åbenlyst romersk katolsk og altid ungkarl. Han var enten søn af, eller identisk med Hendrick Bramer.
Leonaert Bramers værker er udstillet på Groninger Museum i Groningen og Museum Bredius i Haag.

## Biografi
Bramer var født i Delft. Forældre og hvad han lavede i de unge år er ukendt. I 1614 tog han som 18-årig på en længere udlandsrejse, der gik over Arras, Amiens, Paris, Aix-en-Provence (februar 1616, hvor han mødte Wybrand de Geest, som han også dedicerede et digt til), Marseille, Genova, Livorno og til slut Rom i 1616. I Rom blev han en af grundlæggerne af Bentvueghels-gruppen af nordeuropæiske kunstnere. Han boede med Wybrand de Geest. Bramer blev i Rom indtil oktober 1627, med rejser til Mantova og Venedig, hvor han mødte Domenico Fetti; de røg i totterne på hinanden.
I 1628 var han tilbage i sin fødeby Delft i Nederlandene, hvor han i 1629 blev medlem af Sankt Lukasgildet og det frivillige byvagtværn kaldet schutterij.
I 1648 var han tilbage i Rom, men snart tilbage i Delft igen, hvor han i 1653 forsvarede sin ven Johannes Vermeer over for hans noget vrangvillige kommende svigermor Maria Thins, der ikke var så overbevist om at Vermeer var et passende parti for hendes elskede datter Catherina. Maria Thins var som Leonaert Bramer katolik, mens Johannes Vermeer var calvinist.
| „ | Om aftenen den 4. april 1653 fik Maria Thins besøg af Leonaert Bramer, der som hun var katolsk, og den protestantiske kaptajn Bartholomeus Melling. De kom med en lokal advokat Johannes Ranck. Sammen forsøgte de at overbevise Maria Thins om, at den unge og fremadstormende kunstner var et godt parti for hendes elskede datter Catharina. Marias søster var også tilstede og gav støtte og sympati. "De besøgende var kommet for at bede Maria underskrive et dokument, der tillader ægteskabsløftet kunne udgives offentligt. Maria svarede at hun ikke ville underskrive sådan en samtykkeorden. Men at hun trods dette – en subtil forskel – ikke ville modsætte sig at ægteskabsløftet blev offentliggjort: hun sagde adskille gange, at hun ikke ville modsætte sig ægteskabet. Altså, hun var ikke glad for ægteskabet, men hun ville ikke blokere for det. | “ |

|
Bramer forblev så vidt vides ugift og fortsatte med at være særdeles produktion indtil sin død i Delft i 1674, hvor en større mængde af hans værket blev sat på auktion:
| „ | Mandag den 7. maj, 1674. Sankt Lukasgildet i Delft sælger en mængde gode malerier, og mange gode og sjældne kunsttegninger på træ, lærred og kobberplader, såvel som forskellige store bøger fuld af kusntværker efterladt af den meget respekterede maler og tegner, den afdøde Leendert Bramer. | “ |
|   | — |   |

Iblandt hans mange velyndere var medlemmer af fyrstehuset Oranien og mere beskedne personer var hans kunst højt værdsat og købt i stort antal. I dag er Bramer hovedsageligt kendt for som inspiration og muligvis læremester for Johannes Vermeer, omend Bramers og Vermers malestil var vidt forskellig.

## Kunststil
Bramer lavede hovedsageligt genre- og historiebilleder, men også unikke freskoer. Han var en mangesidet kunstner: foruden maleriet tegnede han gobeliner, udførte gavl og loftmalerier, nogle med en illusionistisk stil og malede freskoer. Det hollandske klima har medført, at alle freskoerne er gået til. Hans malestil var nervøs, men teknikken og behandling af lys of refleksioner er superb. Hans måske mest berømte værk, Bramers album (tegnet i perioden 1642 til 1654, nu i Leiden) indeholder en mængde skitser af malerier i Delft samlinger.Efter hans død blev hans malerier sat til salg ved en notits i avisen Haarlems Dagblad
Fra en opgørelse fremgår, at Gaspar Roomer ejede 1.500 tegninger. Iblandt dem en ganske gådefulde gruppe navngivet som Straatwerken – Gadeværker. 66 tegninger af forskellige kvinder og mænd, der sælger deres varer på markedspladser, langs vejen eller i deres butikker.